# Hans Edvard Nørregård-Nielsen
Hans Edvard Nørregård-Nielsen (* 2. Januar 1945 in Sønder Nissum; † 2. April 2023) war ein dänischer Journalist, Kunsthistoriker, Kunstkritiker und Schriftsteller, der 1986 mit dem Søren-Gyldendal-Preis ausgezeichnet wurde.

## Leben
Nach dem Schulbesuch studierte Nørregård-Nielsen Kunstgeschichte und schloss dieses Studium 1976 mit einem Magister ab. Bereits während seines Studiums wurde er 1971 Journalist und war bis 1978 als Kunstkritiker bei der Tageszeitung Dagbladet Information tätig. Anschließend wurde er Inspektor der Ny Carlsberg Glyptotek in Kopenhagen, ehe er 1988 Vorsitzender des Direktoriums der Carlsberg-Stiftung sowie des Vorstandes der Glyptothek wurde.
Neben diesen Tätigkeiten verfasste er zahlreiche Fachbücher, in denen er sich insbesondere mit barocker Architektur und dem Goldenen Zeitalter beschäftigte, der zwischen 1800 und 1850 liegenden Epoche der kulturellen Blütezeit in Dänemark. Zum anderen interessierte er sich aber auch für zeitgenössische Kunst und verfasste Bücher über Künstler wie  Arne Haugen Sørensen.
Eines seiner frühen Hauptwerke war eine zweibändige Darstellung der dänischen Kunst, die 1983 unter dem Titel Dansk kunst in einem Sach- und einem Biografieband erschien. Insbesondere für dieses Werk wurde er 1986 mit dem Søren-Gyldendal-Preis geehrt. In seinem Buch Jeg saae det Land (1990) beschrieb er die Skizzen von Hans Christian Andersens Reise nach Italien. 1993 erhielt er die von der Königlich Dänischen Kunstakademie verliehene N.L. Høyen Medaljen. 1996 erschien mit Christen Købke eines seiner weiteren Hauptwerke, eine dreibändige Biografie des Malers Christen Købke.
Ende der 1990er Jahre begann Nørregård-Nielsen mit der Veröffentlichung seiner Memoiren, die in den drei Bänden Mands minde (1999), Riber ret (2001) und Noget nær (2004) erschienen. Darin schilderte er nicht nur seine persönliche und soziale Herkunft, sondern auch glückliche und schmerzliche Erfahrungen der Liebe in der dänischen Provinz. Für Mands Minde erhielt er 1999 den Weekendavisens litteraturpris, den Leserpreis der dänischen Wochenzeitung Weekendavisen.
2002 veröffentlichte er eine dreibändige Geschichte der Ny Carlsbergfondet 1902-2002, in der er nicht nur seine langjährige Arbeit für die Stiftung schilderte, sondern auch deren Bedeutung für die Förderung der dänischen Kultur und Kunst im 20. Jahrhundert darstellte.
Zuletzt erschien 2010 Herfra hvor vi står - Danmark under forvandling. Darin werden in drei Bänden anhand der Bilder von 14 Fotografen die Landschaft Dänemarks sowie deren Veränderungen bis 2009 dargestellt, wobei die Fotografien durch sein Vorwort und zahlreiche Essays zu einem kulturellen Querschnitt des modernen Dänemarks werden. Für dieses Werk wurde er 2011 mit dem Sachbuchpreis des Gyldendal-Verlages ausgezeichnet.
2002 wurde er Ehrenmitglied der Dänischen Akademie der Schönen Künste. 2010 wurde er außerdem zum Kommandeur des Dannebrog-Ordens ernannt.
Königin Magarethe II. zeichnete ihn 2013 mit der dänischen Verdienstmedaille Ingenio et arti aus.

## Weitere Veröffentlichungen
Zu seinen weiteren Veröffentlichungen gehören außerdem:
- Kongens København (1985), ISBN 87-00-69082-1
- Ny dansk Glaskunst (1988), Mitherausgeber Per Steen Hebgaard, ISBN 87-7452-087-3
- Gyldne dage og mørke nætter (1994), ISBN 87-00-19268-6
- Jelling – december 2000 (2000), ISBN 87-7245-860-7
- Dengang i Italien : H. C. Andersen og guldaldermalerne (2005), ISBN 87-02-03390-9
- Magt og dragt. Dansk teglstensarkitektur, Fotografien von Janne Klerk (2006), ISBN 978-87-02-02977-2
- Nørre Vosborg. En vestjysk herregård, Fotografien von Janne Klerk (2008), ISBN 978-87-02-05399-9
- Limfjorden. Stemmer og steder, 2 Bände (2011), ISBN 978-87-02-08276-0